# Departamento Río Cuarto

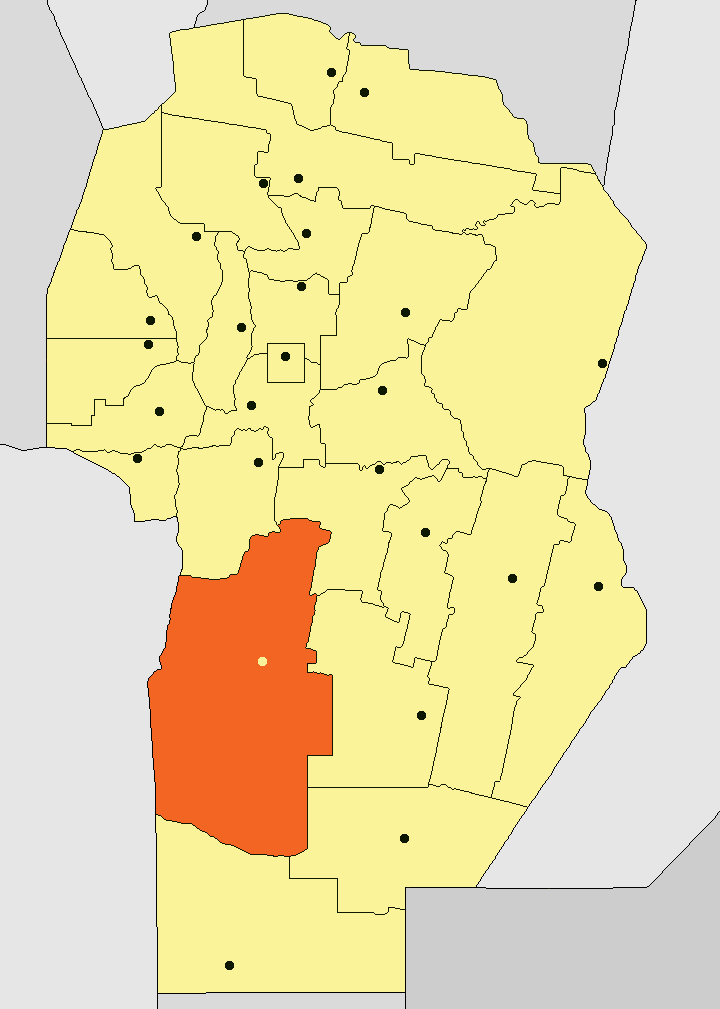
Lage des Departamento Río Segundo in der Provinz Córdoba

Río Cuarto ist ein Departamento im südlichen Zentrum der zentralargentinischen Provinz Córdoba.
Insgesamt leben dort 279.923 Menschen auf 18.587 km². Die Hauptstadt des Departamento ist Río Cuarto.

## Städte und Dörfer
- Achiras
- Adelia María
- Alcira Gigena
- Alpa Corral
- Berrotarán
- Bulnes
- Chaján
- Chucul
- Coronel Baigorria
- Coronel Moldes
- Elena
- La Carolina
- La Cautiva
- Las Acequias
- Las Albahacas
- Las Higueras
- Las Peñas Sud
- Las Vertientes
- Malena
- Monte de Los Gauchos
- Río Cuarto
- Sampacho
- San Basilio
- Santa Catalina
- Suco
- Tosquita
- Vicuña Mackenna
- Villa El Chacay
- Washington[2]